# Nicholas Van Dyke (senator)

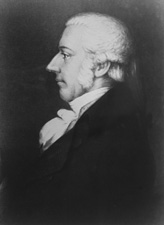
Nicholas Van Dyke

Nicholas Van Dyke, född 20 december 1770 i New Castle, Delaware, död 21 maj 1826 i New Castle, Delaware, var en amerikansk politiker. Han representerade delstaten Delaware i båda kamrarna av USA:s kongress, först i representanthuset 1807-1811 och sedan i senaten från 1817 fram till sin död.
Fadern Nicholas Van Dyke var Delawares president 1783-1786. Den yngre Van Dyke utexaminerades 1788 från College of New Jersey (numera Princeton University) och studerade därefter juridik. Han inledde 1792 sin karriär som advokat i New Castle.
Kongressledamoten James M. Broom avgick 1807 och efterträddes av Van Dyke. Han efterträddes i sin tur 1811 av Henry M. Ridgely.
Federalisten Van Dyke tillträdde 1817 som senator för Delaware. Han omvaldes till en andra mandatperiod i senaten och var en anhängare av John Quincy Adams efter att federalisterna inte längre fanns till som ett parti. Senator Van Dyke avled 1826 i ämbetet och efterträddes av Daniel Rodney.